# 장충 (전한)
장충(張忠, ? ~ 기원전 23년)은 전한 말기의 관료로, 자는 자공(子贛)이며 거록군 사람이다.

## 생애
건시 4년(기원전 29년), 동평상에서 소부로 승진하였다.
같은해, 승상 광형이 봉토를 부정하게 점유하다가 적발되었다. 소부 겸 행정위사(行廷尉事) 장충은 사례교위 왕준과 함께 광형을 탄핵하였고, 결국 광형은 관작이 박탈되었다.
같은해 11월에 어사대부로 승진하였고, 양삭 2년(기원전 23년)에 죽었다.

## 출전
- 반고, 《한서》
  - 권10 성제기
  - 권19하 백관공경표 下
  - 권81 광장공마전

| 전임 온순 | 전한의 소부 기원전 29년 | 후임 왕준 |

| 전임 하수 | 전한의 정위 (대행) (기원전 29년 당시) | 후임 하수 |

| 전임 윤충 | 전한의 어사대부 기원전 29년 11월 임술일 ~ 기원전 23년 | 후임 왕음 |